# U 625
U 625 war ein deutsches Unterseeboot des Typs VII C, ein so genanntes „Atlantikboot“. Es wurde durch die Kriegsmarine während des U-Boot-Krieges im Nordmeer und im Nordatlantik bei Geleitzugschlachten und zu Minenunternehmungen eingesetzt.

## Technische Daten
Die Hamburger Werft Blohm & Voss wurde nach Kriegsbeginn in das U-Bootbauprogramm der Kriegsmarine einbezogen. So wurden die Kapazitäten der Hamburger Werft ab 1939 mit dem Bau von Unterseebooten ausgelastet. Die effiziente Serienfertigungsweise der Werft sollte planmäßig die jährliche Fertigung von 52 U-Booten vom Typ VII C ermöglichen. In Lizenz der MAN wurden bei Blohm & Voss zudem Dieselmotoren zum Einbau bei Booten dieses Typs gefertigt. Diese Dieselmotoren gewährleisteten Geschwindigkeit von 17 Knoten (= 31,4 km/h) bei Überwasserfahrt. Ein VII C-Boot hatte hierbei eine maximale Reichweite von 6.500 sm. Unter Wasser leisteten beiden je 375 PS starken Elektromotoren eine Geschwindigkeit von 7,6 Knoten (= 14,1 km/h). Die Bewaffnung der VII C-Boote bestand bis 1944 aus einer 8,8 cm Kanone und einer 2,0 cm Flak an Deck sowie vier Bugtorpedorohren und einem Hecktorpedorohr. Üblicherweise führte ein VII C-Boot 14 Torpedos mit sich. U 625 wurde im Spätsommer 1943 zusätzlich mit Minen ausgerüstet. Am Turm trug das Boot im Verlauf seiner Einsatzgeschichte verschiedene Varianten des Bootsemblems: Ein Blitz auf einem Kleeblatt und die Zahl 13.

## Kommandanten
- Hans Benker wurde am 21. Februar 1917 in Bochum geboren und trat 1936 in die Kriegsmarine ein. Im ersten Halbjahr 1941 machte er als Zweiter Wachoffizier (II WO) eine Feindfahrt auf  U 75. Nach Absolvierung seines Kommandantenlehrgangs hatte Hans Benker zwischen Juli 1941 und Mai 1942 das Kommando auf den Schulbooten U 152 und U 80 inne. Am 4. Juni 1942 übernahm er das Kommando auf U 625. Am 1. Februar 1943 wurde er zum Kapitänleutnant befördert.[5] Hans Benker kam am 2. Januar 1944 ums Leben, als er während eines Gefechts mit einem Sunderland-Flugboot über Bord gespült wurde und ertrank.  Das Kommando übernahm der 1 Wachoffizier des Bootes, Leutnant zur See Kurt Sureth.
- Siegfried Straub wurde am 22. Juni 1918 in Braunsberg geboren und trat 1939 in die Kriegsmarine ein. Er war bis 1941 zur Luftwaffe kommandiert und fuhr nach seiner U-Bootsausbildung bis April 1942 auf dem U-Bootbegleitschiff Wega.[6] Während seines U-Bootkommandantenlehrganges wurde Straub Anfang Oktober 1943 zum Oberleutnant zur See befördert. Am 26. Januar 1944 übernahm er das Kommando auf U 625.

## Einsatzgeschichte
Bis zum September 1942 war U 625 der 8. U-Flottille unterstellt, einer Ausbildungsflottille, die in Danzig stationiert war. Kommandant Benker unternahm in dieser Zeit Ausbildungsfahrten in der Ostsee zum Training der Besatzung. Im Oktober überführte er das Boot nach Norwegen. Von hier aus brach U 625 am 4. November 1942 zu seiner ersten Unternehmung auf.

### Nordmeergeleitzüge
Zwei Wochen später, in der 24 Stunden währenden Polarnacht des 22. November entdeckten U 625 und U 601 einzelne Schiffe aus dem ballastfahrenden Geleitzug QP 15, der aus 28 Schiffen bestand, die auf dem Rückweg vom sibirischen Hafen Murmansk nach Island waren. Kommandant Benker versenkte einen Frachter. Bei einem Angriff auf den Geleitzug RA 52 der Ende Januar auf dieser Route fuhr, blieben Benkers Attacken folgenlos.

### Tod des Kommandanten
Im November 1943 wurde U 625 zur Verstärkung der in Brest stationierten 1. U-Flottille nach Nordfrankreich befohlen und trat im Anschluss an eine letzte Unternehmung im Nordmeer seine Überführungsfahrt an. Beim Passieren der Biskaya wurde das Boot von einem Liberator-Bomber entdeckt und angegriffen. Es gelang der deutschen Besatzung, das britische Flugzeug mit Flak-Feuer zu beschädigen und so zu vertreiben. Als kurz darauf eine weiter B-24 erschien, entschied Kommandant Benker, das Boot tauchen zu lassen, vergaß aber, die Antenne des Naxos-Geräts, das zum Aufspüren von feindlichem Radar diente, abmontieren zu lassen. Das Kabel der am Turm angebrachten Antenne lief durch das Luk  des Turms ins Bootsinnere, verhinderte somit, dass das Turmluk wasserdicht abschloss und verursachte so beim Tauchen einen Wassereinbruch. Kommandant Benker befahl, den Tauchvorgang abzubrechen und betrat, gemeinsam mit einem weiteren Besatzungsmitglied den Turm, um das Kabel zu entwirren. Da sein Befehl nicht registriert worden war, setzte U 625 den Tauchvorgang fort. Benker und das andere Besatzungsmitglied gingen über Bord und konnten nicht gerettet werden. Am 6. Januar lief das Boot unter dem Kommando des Ersten Wachoffiziers in Brest ein.

## Versenkung
Am 10. März 1944 wurde U 625 im Nordatlantik, westlich von Irland durch ein kanadisches Sunderland-Flugboot entdeckt und angegriffen. Kommandant Straub ließ den Angriff zunächst mit Flakfeuer erwidern, entschloss sich dann aber, U 625 tauchen zu lassen. Die Detonation der gut platzierten Wasserbomben der Sunderland schleuderten das Boot jedoch wieder an die Oberfläche, woraufhin es zu sinken begann.  Obwohl es dem größten Teil der Besatzung von U 625 gelang, vor dem Versinken des Bootes die Rettungsflöße und Schlauchboote zu bemannen, wurde niemand gerettet.